# Leighton Vander Esch
Leighton Vander Esch (* 8. Februar 1996 in Riggins, Idaho) ist ein ehemaliger US-amerikanischer American-Football-Spieler niederländischer Abstammung auf der Position des Linebackers. Er wurde im NFL Draft 2018 an 19. Stelle von den Dallas Cowboys ausgewählt und spielte zuvor College Football an der Boise State University (BSU).

## Frühe Jahre
Vander Esch wuchs in dem 410-Seelen-Ort Riggins auf, wo er auf der kleinen Salmon River High School (nur elf Absolventen in seiner Abschlussklasse) sein sportliches Talent im Basketball mit zwei Staaten-Meisterschaften in Folge und im 8-Mann-Football, einer Football-Variante mit weniger Spielern und kürzerem Spielfeld (eine Staaten-Meisterschaft 2012), unter Beweis stellte. Im Football spielte er dabei sowohl Quarterback als auch Middle Linebacker. In seiner Division wurde er zum Spieler des Jahres sowohl im Football als auch im Basketball gekürt.

## College
Dennoch blieben Collegeangebote zunächst aus; Vander Esch erwog, im heimischen Riggins zunächst als Rafting-Führer Geld für ein Studium zu verdienen. Schließlich erhielt er doch noch ein Stipendium an der Boise State University. In seinem ersten Jahr als Redshirt Freshman kam er in allen 12 Partien als Backup Linebacker, zum Einsatz; nach Verletzungen im wenig erfolgreichen Sophomore-Jahr gelang ihm jedoch im dritten College-Jahr (Junior-Jahr) der endgültige Durchbruch. 113 erfolgreiche Tackles in der Regular Season (der drittbeste Wert der Liga, Höchstwert im eigenen Team), dazu drei Sacks und zwei Interceptions wurden 2017 mit seiner Wahl zum „Mountain West Defensive Player Of The Year“ belohnt. Nach seiner starken Leistung im gewonnenen Meisterschaftsfinale gegen Fresno am 2. Dezember 2017 (Karrierehöchstwert von 16 Tackles) wurde er zudem zum MW Championship Game Defensive MVP gekürt.

## NFL

### 2018
Nach der überaus erfolgreichen Saison entschied sich Vander Esch, das College frühzeitig zu verlassen, um am NFL Draft 2018 teilzunehmen. Beim NFL Combine schnitt er als drittbester Spieler ab. Dies und seine überragende athletische Körperkonstitution bewirkte, dass er dort von Experten hoch eingeschätzt wurde; die Dallas Cowboys wählten ihn schließlich in der ersten Runde an 19. Stelle aus. Die hohen Erwartungen, die die Cowboys mit seiner Verpflichtung verknüpften, drückten sich auch in der Vergabe der Rückennummer 55 aus, die in der Cowboys-Historie mit legendären Linebackern wie Lee Roy Jordan, Rolando McClain oder Jack Del Rio verbunden ist. Im November 2018 erhielt er als erster Cowboys-Spieler seit 13 Jahren und dritter Spieler überhaupt die prestigeträchtige Auszeichnung zum „NFL Defensive Rookie of the Month“. Mit insgesamt 140 Tackles, 2 Interceptions und 7 abgewehrten Pässen konnte er die Erwartungen in seiner Rookie-Saison erfüllen und trug mit dazu bei, dass die Dallas Cowboys dank eines starken Saisonfinales die Play-offs erreichen konnten. Das waren die drittmeisten Tackles aller Spieler in dieser Saison; nur die Linebacker Shaquille Leonard von den Indianapolis Colts(163) und Blake Martinez von den Green Bay Packers(144) erzielten noch mehr. Die Dallas Cowboys gewannen ihre Division mit einer 10:6-Bilanz.
Beim ersten Play-off-Spiel seiner noch jungen Karriere am 5. Januar 2019 überzeugte er beim 24:22-Sieg gegen die Seattle Seahawks mit 10 Gesamttackles (6 Solotackles). In der Divisional Round schieden die Cowboys allerdings gegen die Los Angeles Rams aus. Eine Nominierung für den Pro Bowl als Ersatz für Luke Kuechly war Lohn einer starken Rookie-Saison.

### 2019
Die NFL 2019 verlief weniger glücklich für ihn. Zwar war er Starter in allen 9 Spielen, in denen er auflief, er verpasste jedoch die Wochen 12–16 aufgrund eines Nervenproblems in seinem Nacken, bevor er entschied, sich einer Operation zu unterziehen, um das Problem zu beheben. Am 24. Dezember 2019 wurde er auf die Verletztenliste gesetzt. In neun Spielen erzielte Vander Esch 72 Tackles, davon 43 Solotackles, 0,5 Sacks, drei verteidigte Pässe und einen erzwungenen Fumble.

### 2020
Im Saisoneröffnungsspiel gegen die Los Angeles Rams erzielte Vander Esch in der ersten Halbzeit zwei kombinierte Tackles, bevor er das Spiel mit einem gebrochenen Schlüsselbein verlassen musste. Am nächsten Tag wurde bekannt gegeben, dass er sich einer weiteren Operation unterziehen würde. Am 15. September wurde er erneut auf die Injured Reserve List gesetzt und nach Genesung am 19. Oktober 2020 wieder aktiviert. In 10 Spielen erzielte Vander Esch 60 Gesamttackles, einen Sack, einen erzwungenen Fumble und eine Fumble Recovery.

### 2021
Am 3. Mai 2021 lehnten die Cowboys die Fünftjahres-Vertragsoption von Vander Esch ab, was ihn in der Offseason 2022 zu einem Free Agent machen würde. In 17 Spielen erzielte Vander Esch 77 Tackles, einen Sack, zwei verteidigte Pässe und eine Interception.

### 2022
Am 18. März 2022 unterschrieb Vander Esch einen Einjahresvertrag bei den Cowboys. In 14 Spielen erzielte Vander Esch 90 Tackles (54 Solotackles, 36 unterstützt), einen Sack, einen abgewehrten Pass und einen erzwungenen Fumble. Vander Esch verpasste die letzten vier Spiele der regulären Saison aufgrund einer Nackenverletzung, die er in Woche 14 gegen die Houston Texans erlitten hatte. Er kehrte rechtzeitig für die Play-offs zurück und erzielte neun Tackles beim 31:14-Sieg der Cowboys in der Wild-Card-Runde gegen die Tampa Bay Buccaneers und 11 Tackles bei ihrer 19:12-Niederlage in der Divisional Round gegen die San Francisco 49ers.

### 2023
Am 14. März 2023 unterschrieb Vander Esch einen neuen Zweijahresvertrag bei den Cowboys mit einem Gesamtvolumen von bis zu 11 Millionen US-Dollar. In der vierten Woche konnte er im Spiel gegen die New England Patriots durch einen 11-Yard-Fumble-Return seinen ersten NFL-Touchdown erzielen. Eine Woche später erlitt er bei der 10:42-Niederlage gegen die San Francisco 49ers erneut eine Nackenverletzung, die das  Saisonaus für ihn bedeutete. Nach der Saison wurde Vander Esch am 15. März 2024 von den Cowboys entlassen. Drei Tage später gab er wegen anhaltender Verletzungsprobleme sein Karriereende bekannt.

## Trivia
Nachdem Leighton Vander Esch erfolgreiche Aktionen mit einem Wolfsgeheul zu bejubeln pflegte, erhielt er den Spitznamen „The Wolf Hunter“ (Der Wolfsjäger).

### NFL-Statistiken
| Saison                             | Saison  | Spiele | Spiele      | Tackles | Tackles | Tackles | Tackles | Interceptions | Interceptions | Interceptions | Interceptions | Interceptions | Fumbles | Fumbles | Fumbles |
| Jahr                               | Team    | Spiele | als Starter | Gesamt  | Solo    | Ast     | Sacks   | PD            | INT           | Yds           | Lng           | TD            | FF      | FR      | TD      |
| ---------------------------------- | ------- | ------ | ----------- | ------- | ------- | ------- | ------- | ------------- | ------------- | ------------- | ------------- | ------------- | ------- | ------- | ------- |
| 2018                               | Cowboys | 16     | 11          | 140     | 102     | 38      | 0,0     | 7             | 2             | 56            | 28            | 0             | 0       | 0       | 0       |
| 2019                               | Cowboys | 9      | 9           | 72      | 43      | 29      | 0,5     | 3             | 0             | 0             | 0             | 0             | 1       | 0       | 0       |
| 2020                               | Cowboys | 10     | 10          | 60      | 32      | 28      | 1,0     | 0             | 0             | 0             | 0             | 0             | 1       | 1       | 0       |
| 2021                               | Cowboys | 17     | 16          | 77      | 48      | 29      | 1,0     | 2             | 1             | 7             | 7             | 0             | 0       | 0       | 0       |
| 2022                               | Cowboys | 14     | 14          | 90      | 54      | 36      | 1,0     | 1             | 0             | 0             | 0             | 0             | 1       | 0       | 0       |
| 2023                               | Cowboys | 5      | 5           | 30      | 17      | 13      | 0,0     | 0             | 0             | 0             | 0             | 0             | 0       | 1       | 1       |
| Gesamt                             | Gesamt  | 71     | 65          | 469     | 296     | 173     | 3,5     | 13            | 3             | 63            | 28            | 0             | 3       | 2       | 0       |
| Quelle: pro-football-reference.com |         |        |             |         |         |         |         |               |               |               |               |               |         |         |         |